# Lukas Huber (Sportkegler)
Lukas Huber (* 15. August 1987 in St. Pölten) ist ein österreichischer Kegelsportler und mehrfacher Weltmeister.

## Werdegang
Der aus Oberwölbling stammende Huber begann als Vierjähriger unter Anleitung seines Vaters Gustav Huber mit dem Kegelsport. Ab 2006 absolvierte er eine Polizeiausbildung und besuchte die Polizeischule in Wien. Huber ist Exekutivbeamter in Niederösterreich und wohnt in St. Pölten.

## Erfolge
Der für den BSV Voith St. Pölten startende Huber ist siebenfacher Weltmeister. Sein größter Erfolg war der Weltmeistertitel in der allgemeinen Klasse im Jahr 2006 in Skopje im Paarkampf der Herren zusammen mit seinem Partner Thomas Löscher (Österreich) mit einem Gesamtergebnis von 1218 Kegeln (601+617). Er holte auch drei Vizeweltmeistertitel und wurde drei Mal Vizeweltpokalsieger.
National gewann er bereits 29 österreichische Meistertitel. Mit dem BSV Voith St. Pölten wurde er sieben Mal in Folge österreichischer Meister. Der größte Erfolg mit BSV Voith gelang ihm 2012 beim Mannschaftsweltpokal in Augsburg, wo er mit seiner Leistung im Halbfinale gegen Podbrezova den Einzug ins Finale schaffte. In der Saison 2012/13 gelang auch dank der Leistungen von Huber der Einzug ins Champions-League-Finale. Dort wurde der vierte Platz erreicht.
In der österreichischen Meisterschaft war er von der Saison 2010/11 – 2016/17 sechs Mal in Folge bester österreichischer Spieler in Österreichs Superliga.
Im Dezember 2013 wurde Huber anlässlich des Jubiläums „50 Jahre aktiver Kegler“ des kroatischen Sportkeglers Nicolas Dragas als einziger deutschsprachiger Spieler in die Weltauswahl einberufen. Huber erzielte mit 626 Kegeln die zweitbeste Marke der Weltauswahl und holte den ersten Punkt für seine Mannschaft. Am Ende setzte sich sein Team mit 5:3 gegen das kroatische Nationalteam durch.
In der Saison 2013/14 wurde Lukas Huber Meister und Cupsieger mit BSV Voith St. Pölten. Bei der Einzel-Weltmeisterschaft 2014 in Brünn gewann er die Bronzemedaille. Bei der österreichischen Einzel-Staatsmeisterschaft 2014 in der allgemeinen Klasse erzielte er mit 671 Kegel einen neuen Bahnrekord und sicherte sich damit den Titel.
Mit dem Club BSV Voith St. Pölten wurde Lukas Huber in der Saison 2014/15 Vizestaatsmeister und Cupsieger. Er wurde ein zweites Mal in eine Weltauswahl für eine Bahneröffnung in Bačka Topola, Serbien, eingeladen. Beim Einzelweltpokal 2015 der allgemeinen Klasse in Hirschau errang er die Bronzemedaille für Österreich. Bei der Mannschaftsweltmeisterschaft 2015 qualifizierte sich Österreich als Gruppenerster für das Viertelfinale und besiegte Kroatien mit 5:3, wobei Huber als Mannschaftsbester mit 678 Kegel Österreich in das Halbfinale bringen konnte. Im Halbfinale unterlag Österreich Serbien mit 3:5 und errang die Bronzemedaille. Seinen Einzelstaatsmeistertitel konnte Huber 2015 mit 626 Kegel und Bahnrekord in Bruck an der Mur verteidigen. In der Sommerpause 2015 wurde Lukas Huber in Bamberg zur Feier von Bela Csanyi und in Szeged zur Feier „20 Jahre Szegedi TE“ in eine Weltauswahl eingeladen.
Die Saison 2015/16 war aufgrund des Todes seines Vaters eine schwere Saison. Mit BSV Voith wurde er Vizestaatsmeister. Er wurde auch wiederum bester österreichischer Spieler. Bei österreichischen Meisterschaften und bei der Einzel-WM 2016 konnte jedoch kein Titel errungen werden.
Die Saison 2016/17 verlief wieder besser. Mit dem BSV Voith St. Pölten erreichte er in der Meisterschaft den 2. Platz. Beim Mannschaftseuropapokal 2016 konnte er mit BSV Voith St. Pölten die Silbermedaille gewinnen. Beim Einzelweltpokal 2017 der allgemeinen Klasse in Straubing errang er die Bronzemedaille für Österreich. Es waren die internationalen Medaillen Nummer 19 und 20 für ihn.